# Lilo (piłkarz)
Murilo Rufino Barbosa (ps. Lilo, ur. 27 maja 1983 w Araçatuba) – brazylijski piłkarz występujący na pozycji pomocnika. Głównie swoje mecze rozgrywa na prawej stronie pomocy.

## Kariera
Grając w Brazylii występował w klubach: Paulista Jundiaí, União São João Araras, Veranópolis, Penapolense, AE Araçatuba.
W okresie przygotowawczym do rundy wiosennej sezonu 2005/2006 został sprowadzony do Pogoni Szczecin. W barwach Granatowo-bordowych zadebiutował w meczu przeciwko Wiśle Kraków 24 marca 2006 (1-2).
W rundzie jesiennej sezonu 2007/2008 występował w Ruchu Chorzów, do którego przeszedł na zasadzie wolnego transferu. Wiosną przeszedł do 3-ligowej Polonii Słubice.
W 2009 występował w barwach II ligowego zespołu Zawiszy Bydgoszcz. W bydgoskim klubie piłkarz występował z numerem 11. Prawa do zawodnika dalej miał Ruch Chorzów.
W grudniu 2009 podpisał kontrakt z Zagłębiem Sosnowiec, a w 2010 przeszedł do Bałtyku Gdynia.
W sezonie 2011/2012 występował w Kotwicy Kołobrzeg, a następnie grał ponownie w Brazylii oraz w Gujanie.